# حزب جيل الاستقلال (أرمينيا)
حزب جيل الاستقلال هو حزب سياسي أرمني. تأسس الحزب في 30 أبريل 2021 بقيادة فانيك تشالويان.

## التاريخ
تأسس الحزب خلال الاحتجاجات الأرمنية 2020-2021 ولا يحتفظ بأي تمثيل سياسي داخل الجمعية الوطنية. يعمل الحزب حاليًا كقوة خارج البرلمان. كان الحزب قد أكد نيته المشاركة في الانتخابات البرلمانية الأرمينية لعام 2021، لكنه فشل في التسجيل في النهاية.

## الأيديولوجيا
يسعى الحزب إلى بناء دولة قوية على أساس الأيديولوجية الوطنية ومصالح الدولة. ومع ذلك فإن التركيز الأساسي للحزب هو خلق فرص جديدة للشباب. يؤمن الحزب بضرورة خلق فرص للتنمية في القطاعات الاقتصادية والتعليمية والعلمية والثقافية والزراعية من أجل الحد من هجرة الشباب الأرميني.

## الأنشطة
- في 3 مايو 2021: عقد الحزب مؤتمرًا مشتركًا مع حزب هانرابيتوتيون. وتطرق الطرفان إلى الأزمة السياسية الجارية في أرمينيا.
- في 5 مايو 2021: نظم الحزب لقاءً مع حزب من أجل الجمهورية، حيث ناقش الطرفان مختلف القضايا التي تواجه البلاد.
- في 7 مايو 2021: التقى أعضاء الحزب بممثلي حزب أرمينيا السيادي، وتمت مناقشة القضايا السياسية والتعاون المحتمل.
- في 11 مايو 2021: التقى قادة الأحزاب مع حزب ساسنا تسرير لعموم الأرمن لمناقشة الأحداث والتحديات السياسية في أرمينيا.